# كريستيان هوبكينز
كريستيان هوبكينز (بالإنجليزية: Christian Hopkins)‏ هو لاعب كرة قدم أمريكية أمريكي، ولد في 26 فبراير 1985 في شيكاغو في الولايات المتحدة.